# Федюнінський Іван Іванович
Федю́нінський Іва́н Іва́нович (*17 (30) липня 1900, Гільова, Тюменський повіт, Тобольська губернія — †17 жовтня 1977, Москва) — радянський воєначальник, генерал армії (1955), Герой Радянського Союзу (1939), командувач фронтами у роки Другої світової війни.

## Твори
- На Востоке. — М.: Воениздат, 1985.
- Поднятые по тревоге. — М.: Воениздат, 1961.